# 柏庄站
柏庄站是一个京广线上的铁路车站，位于河南省安阳市安阳县柏庄镇，建于1958年，目前为四等站，邮政编码为455111。目前客运：办理旅客乘降；行李、包裹托运；货运：办理整车货物发到。本站中心里程为京广线K481+315:132，距北京西站492公里，距丰台站481公里，距广州站1802公里，是中国铁路北京局集团有限公司管内唯一一个位于河南省境内的车站，也是京局管内最南端的车站。